# ريتشارد مارتيل
ريتشارد مارتيل هو مدرب هوكي جليد وسياسي كندي، ولد في 23 مارس 1961 في ساغينيه في كندا. نشط حزبياً في حزب المحافظين الكندي. وقد انتخب عضو مجلس العموم الكندي عن دائرة Chicoutimi—Le Fjord ‏ وقد انضم خلال فترته النيابية ‏ (18 يونيو 2018 – ) للكتلة البرلمانية حزب المحافظين الكندي.

## وصلات خارجية
- ريتشارد مارتيل على موقع HockeyDB.com (الإنجليزية)